# Bjarke Ingels

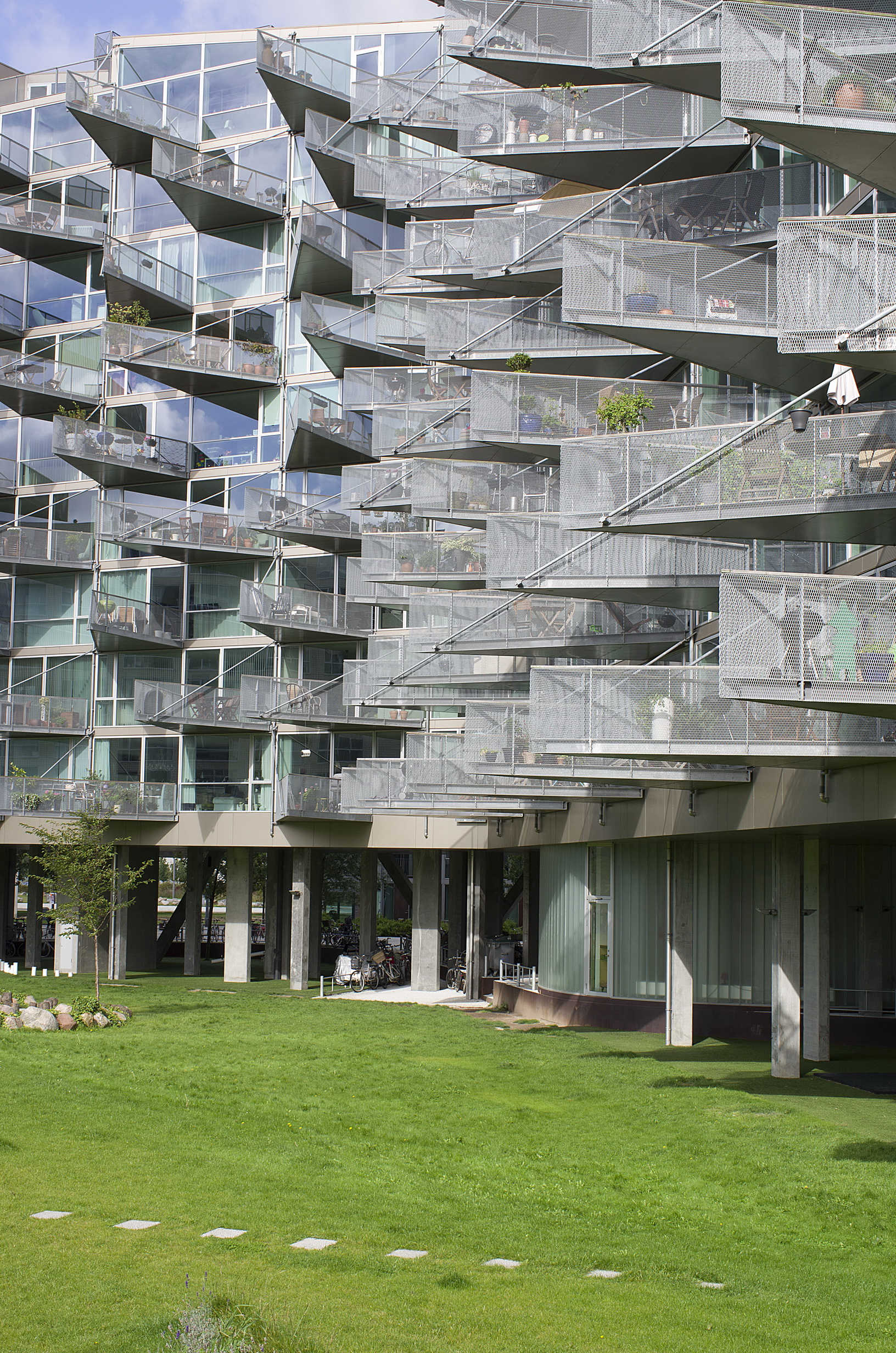
VM-husen, Köpenhamn

Bjarke Ingels, född 2 oktober 1974 i Köpenhamn, är en dansk arkitekt.
Bjarke Ingels utbildade sig i arkitektur på Kunstakademiet i Köpenhamn och på Téchnica Superior de Arquitectura i Barcelona och blev färdig 1998, varefter han arbetade på Rotterdams kommunala stadsbyggnadskontor och för Rem Koolhaas.
Bjarke Ingels har sedan 2006 arkitektkontoret Bjarke Ingels Group (BIG) i Köpenhamn. Dessförinnan hade han 2001-06 arkitektkontoret Plot i Köpenhamn tillsammans med den belgiske arkitekten Julien De Smedt. Plot slog igenom med VM-husen i Ørestad i Köpenhamn 2005.

## Verk i urval
- Köpenhamns hamnbad på Islands Brygge, 2003
- Det Maritime Ungdomshus vid Amager Strandvej i Köpenhamn, 2004
- VM-husen i Ørestad i Köpenhamn, 2005
- Mentalsjukhus i Helsingör, 2005
- Bjerget, Ørestad i Köpenhamn, 2008
- Bostadskomplex Wings, Islands Brygge, 2009
- Odense Aqua Center, 2009
- 8tallet, Ørestad i Köpenhamn, 2010
- MS – Museet for Søfart i Helsingør, 2013
- VIA 57 West, New York i USA, 2016
- Tirpitz, museum i Blåvand, 2017
- 79&Park, Gärdet, Stockholm, 2018
- Twist, Kistefos-Museet, Kistefos, Norge, 2013

## Bildgalleri

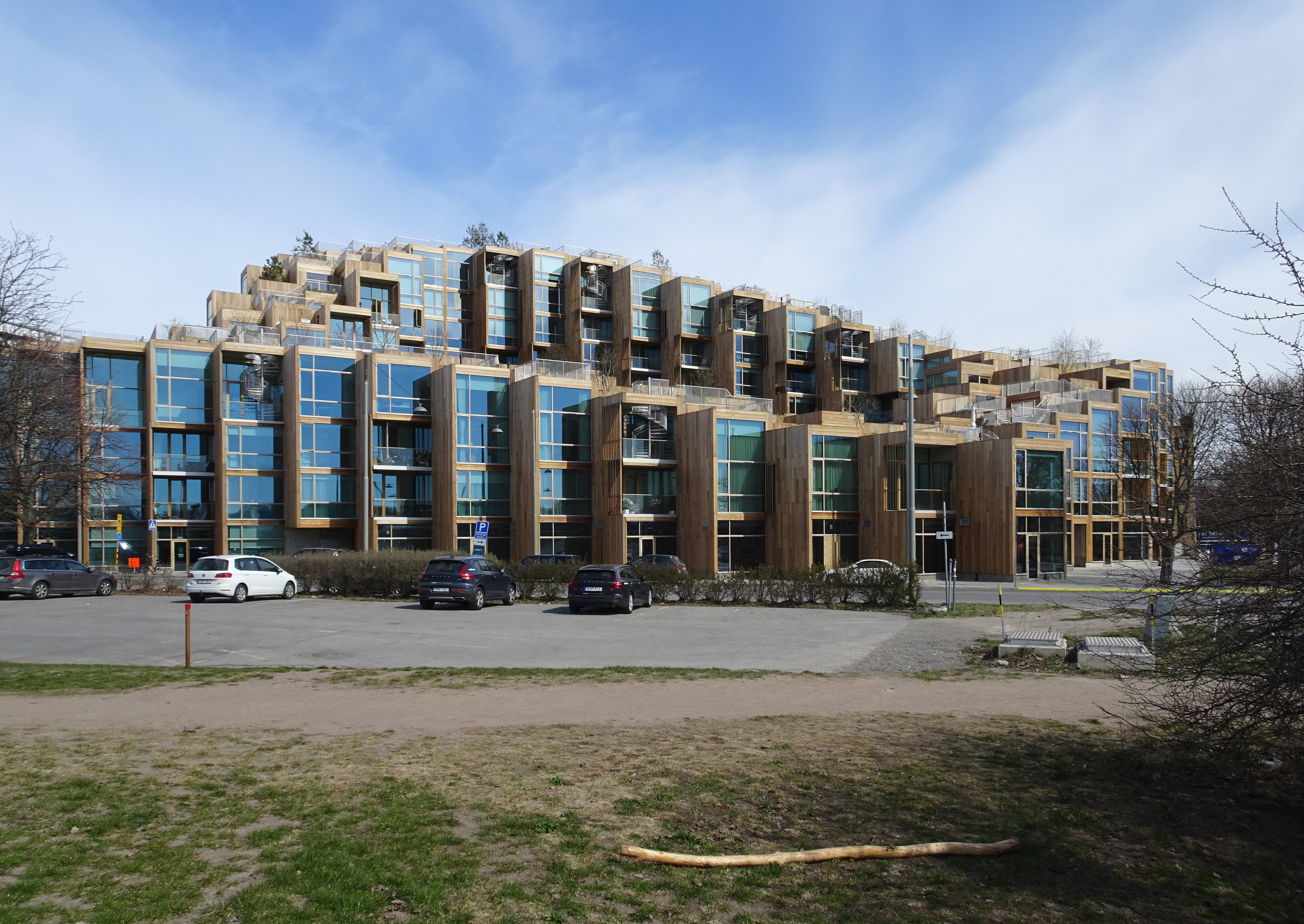
79&Park, Stockholm
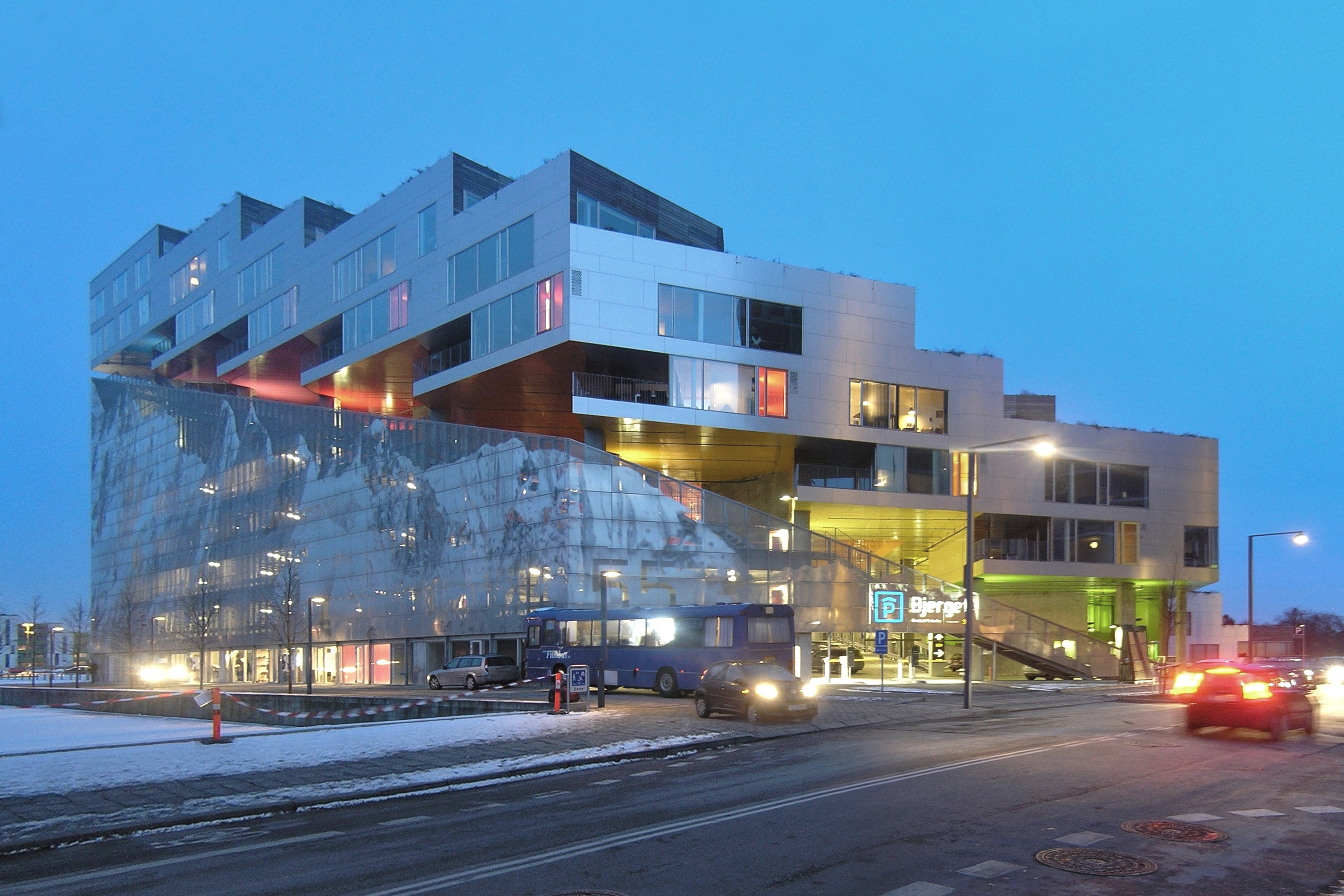
Bjerget, Ørestaden, Köpenhamn
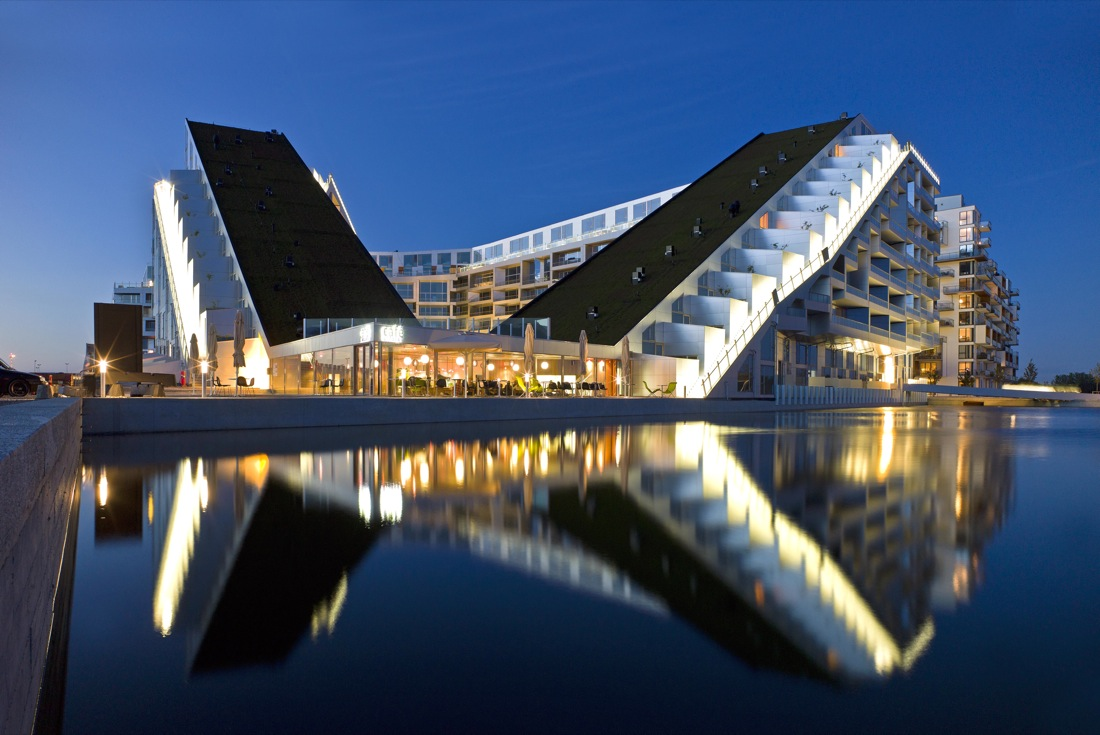
8-tallet i Ørestaden i Köpenhamn
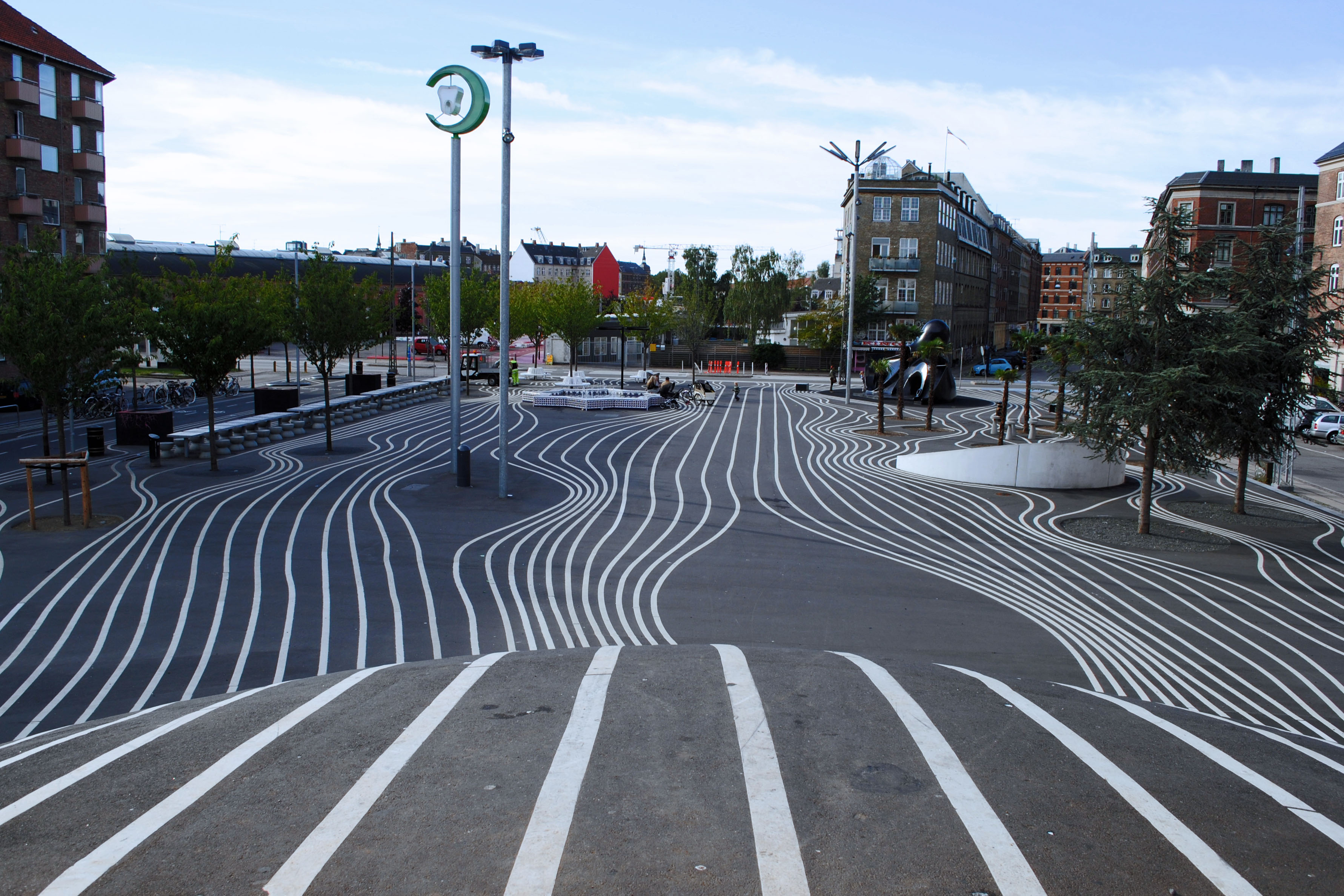
Superkilen på Nørrebro
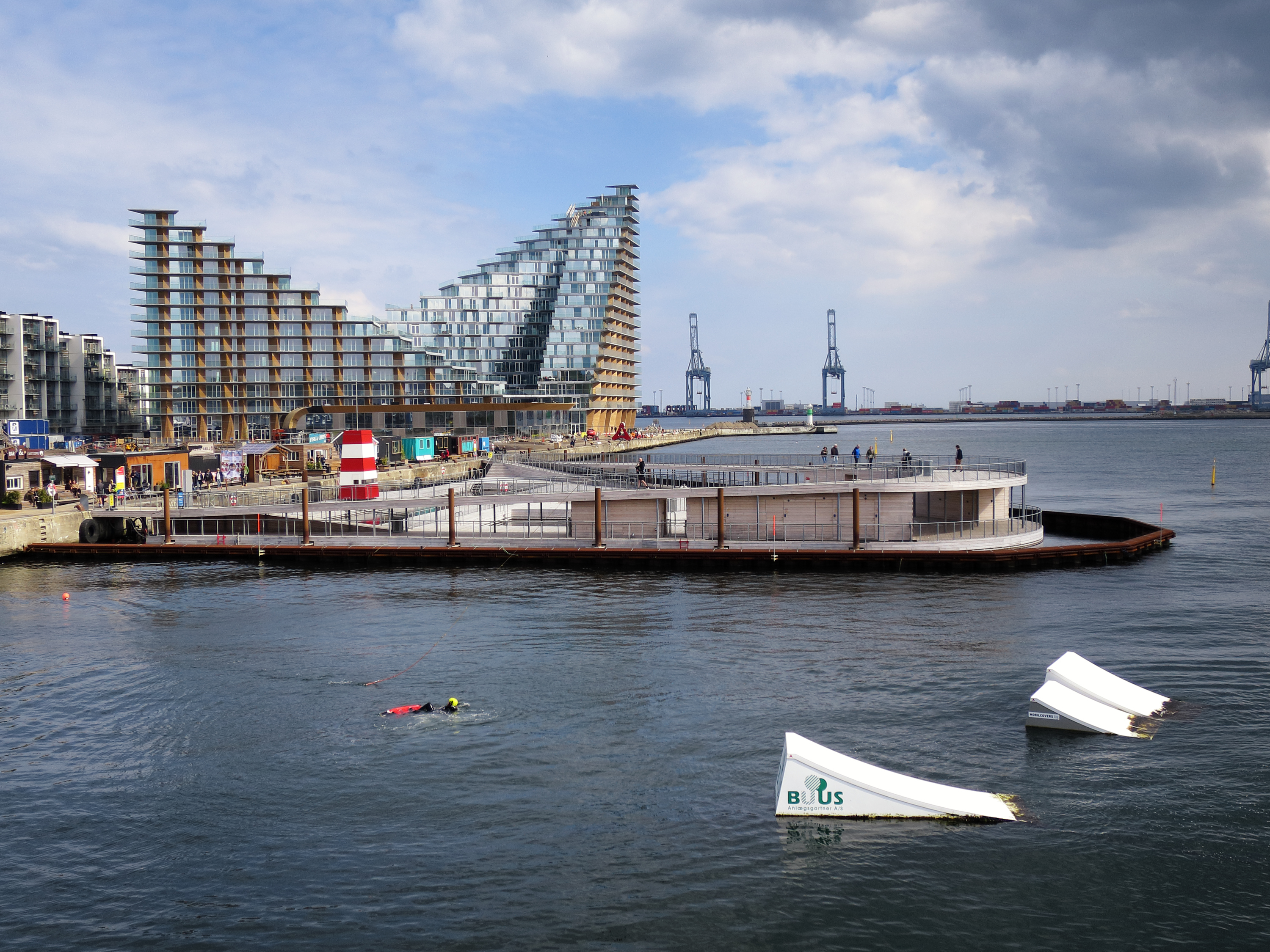
AARhus, Århus
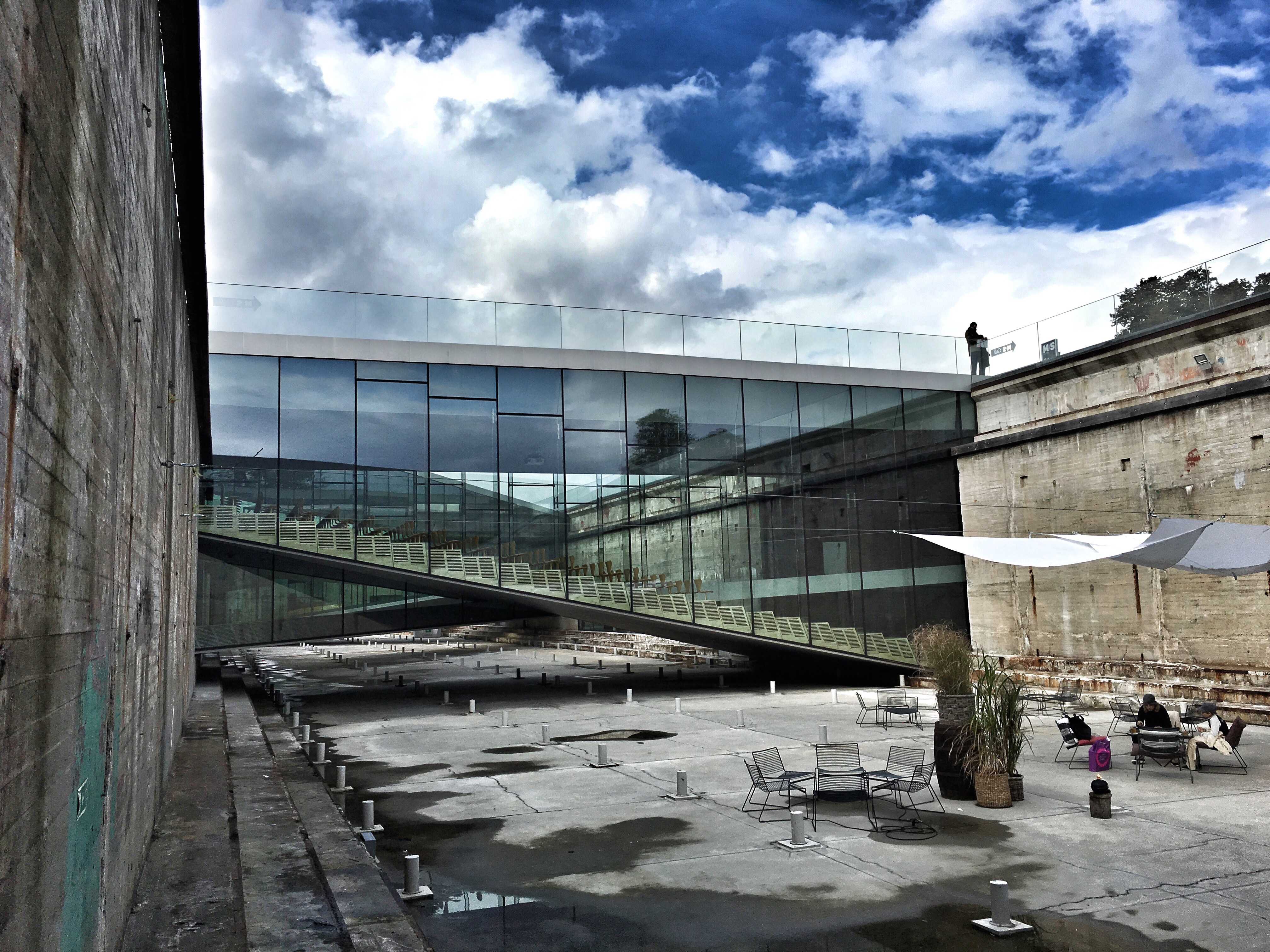
MS – Museet for Søfart i Helsingør
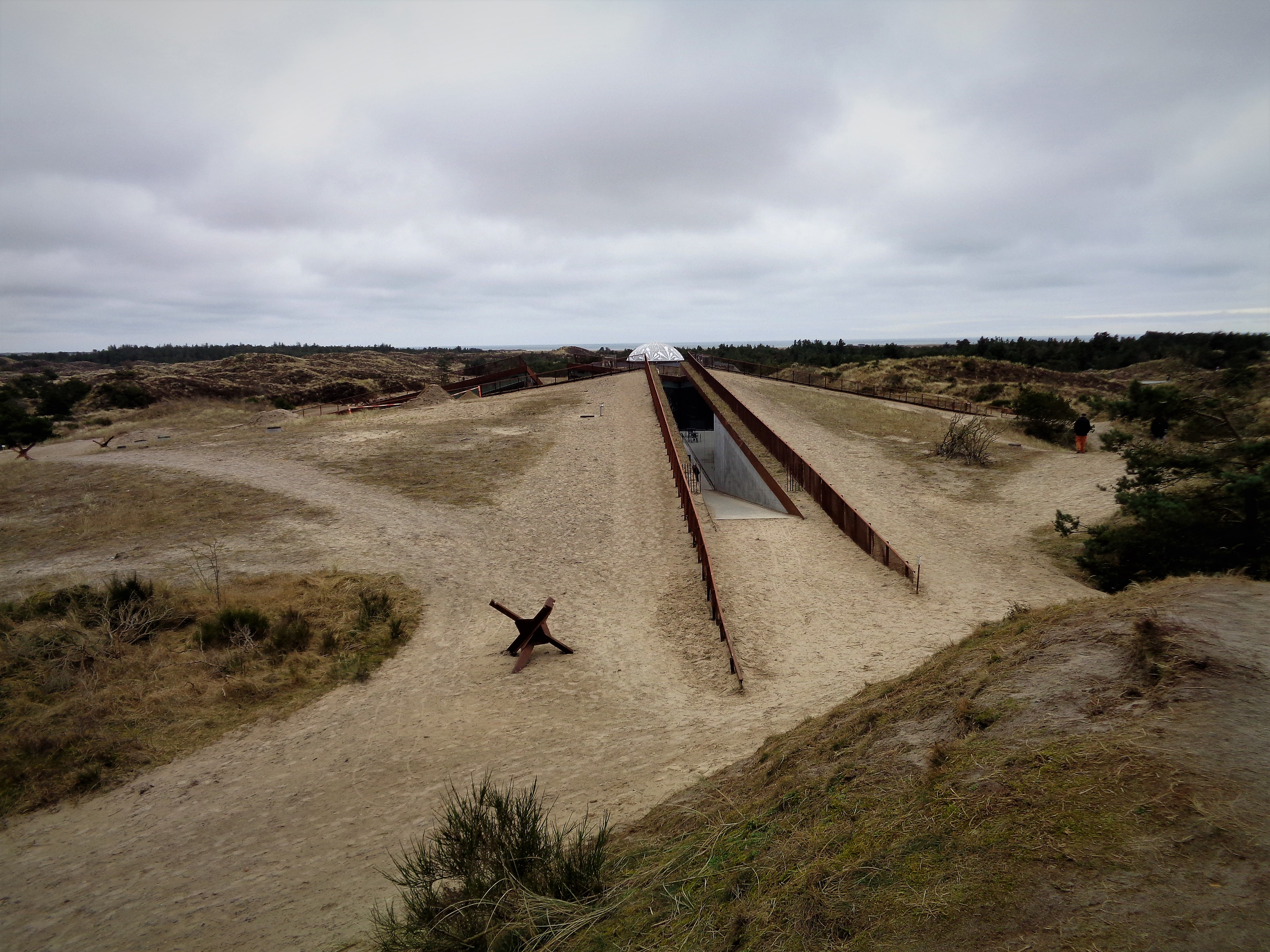
Tirpitz-museum i Blåvand